# Aspidiphorus lareyniei
Aspidiphorus lareyniei es una especie de coleóptero de la familia Sphindidae.

## Distribución geográfica
Habita en Europa.